# João Pedro Dias Vieira
João Pedro Dias Vieira (Guimarães, 30 de março de 1820 — Rio de Janeiro, 30 de outubro de 1870) foi um magistrado, professor e político brasileiro. Pai do também senador e ministro do Supremo Tribunal de Justiça João Pedro Belfort Vieira e do ex-governador do estado do Maranhão Manuel Inácio Belfort Vieira.
Filho do capitão Manuel Inácio Vieira, patriarca das famílias Vieira, e Dias Vieira, do Maranhão. Iniciou seus estudos na Faculdade de Direito de Olinda, em Pernambuco, transferindo-se, depois, para a Faculdade de Direito de São Paulo, obtendo diploma de bacharel em direito, em 1841. Foi professor de Filosofia e Retórica no Maranhão. Promotor público em São Luís do Maranhão e mais tarde na comarca de Itapecuru Mirim, também no Maranhão.
Foi proprietário e redator do jornal “O Dissidente”, no Maranhão. Sobre o conselheiro Dias Vieira, publicou o Jornal do Brasil, em 1932: “Era de grande actividade, prudência e patriotismo, qualidades sempre reveladas em todos os actos da sua extensa vida pública. Morreu em extrema pobreza, tendo o governo imperial concedido à sua viúva, Isabel Nunes Belfort, uma pensão annual de um conto e duzentos mil réis.”
Foi ministro dos Estrangeiros (ver Gabinete Zacarias de 1864 e Gabinete Furtado), ministro do Império e da Marinha, em 1854; deputado geral, presidente de província e senador do Império do Brasil de 1861 a 1870.